# Chlorocypha rubriventris
Chlorocypha rubriventris är en trollsländeart som beskrevs av Elliot C.G. Pinhey 1975. Chlorocypha rubriventris ingår i släktet Chlorocypha och familjen Chlorocyphidae. IUCN kategoriserar arten globalt som otillräckligt studerad. Inga underarter finns listade i Catalogue of Life.